# White-Massiv
Das White-Massiv ist ein Bergmassiv der Aramis Range in den Prince Charles Mountains des ostantarktischen Mac-Robertson-Lands. Es ragt 5 km ostnordöstlich des Thomson-Massivs auf.
Identifiziert wurde es anhand von Luftaufnahmen, die 1956 und 1960 im Rahmen der Australian National Antarctic Research Expeditions entstanden. Die Antarctic Names Committee of Australia (ANCA) benannte es nach Robert Frederick White, leitender Elektrotechniker auf der Mawson-Station im Jahr 1963, der hier am 18. Oktober 1963 starb und unweit der Station beerdigt wurde.